# Harmonies poétiques et religieuses
Harmonies poétiques et religieuses ("Harmonie poetyckie i religijne") – cykl utworów fortepianowych autorstwa Ferenca Liszta. Został w dużej części skomponowany podczas pobytu kompozytora w Woronińcach w posiadłości jego kochanki Karoliny Sayn-Wittgenstein, z domu Iwanowskiej. 
W skład cyklu wchodzi dziesięć utworów:
1. Invocation (ukończona w Woronińcach);
2. Ave Maria (transkrypcja utworu na chór z r. 1846);
3. Bénédiction de Dieu dans la solitude ("Błogosławieństwo Boga na odosobnieniu", ukończone w Woronińcach);
4. Pensée des morts ("Pamięci zmarłych", przerobiona wcześniejsza kompozycja o tytule Harmonies poétiques et religieuses (1834));
5. Pater Noster (transkrypcja utworu na chór z r. 1846);
6. Hymne de l’enfant à son réveil ("Hymn budzącego się dziecka", transkrypcja utworu na chór z r. 1846);
7. Funérailles (Październik 1849) ("Pogrzeb");
8. Miserere, d’après Palestrina (za Palestriną);
9. (Andante lagrimoso);
10. Cantique d’amour ("Pieśń miłosna", ukończona w Woronińcach).

Funérailles, posiadając w podtytule miesiąc śmierci Chopina, w części środkowej nawiązuje do Chopinowskiego Poloneza As-dur op. 53.